# Ligier JS11
O  JS11/JS11/15  é o modelo da Ligier das temporadas de 1979 e 1980 da F1. Condutores: Patrick Depailler, Jacky Ickx, Jacques Laffite e Didier Pironi.

## Resultados[1][2]
(legenda) (em negrito indica pole position e itálico volta mais rápida)
| Ano  | Chassi  | Motor                | Pneus | N° | Pilotos           | 1   | 2   | 3   | 4   | 5   | 6   | 7   | 8   | 9   | 10  | 11  | 12  | 13  | 14  | 15  | Pontos | Posição |  |
| ---- | ------- | -------------------- | ----- | -- | ----------------- | --- | --- | --- | --- | --- | --- | --- | --- | --- | --- | --- | --- | --- | --- | --- | ------ | ------- |  |
|      |         |                      |       |    |                   |     |     |     |     |     |     |     |     |     |     |     |     |     |     |     |        |         |  |
|      |         |                      |       |    |                   | ARG | BRA | RSA | USW | ESP | BEL | MON | FRA | GBR | GER | AUT | NED | ITA | CAN | USA |        |         |  |
| 1979 | JS11    | Ford Cosworth DFV V8 | G     | 25 | Patrick Depailler | 4   | 2   | Ret | 5   | 1   | Ret | 5   |     |     |     |     |     |     |     |     | 61     | 3°      |  |
| 1979 | JS11    | Ford Cosworth DFV V8 | G     | 25 | Jacky Ickx        |     |     |     |     |     |     |     | Ret | 6   | Ret | Ret | 5   | Ret | Ret | Ret | 61     | 3°      |  |
| 1979 | JS11    | Ford Cosworth DFV V8 | G     | 26 | Jacques Laffite   | 1   | 1   | Ret | Ret | Ret | 2   | Ret | 8   | Ret | 3   | 3   | 3   | Ret | Ret | Ret | 61     | 3°      |  |
|      |         |                      |       |    |                   |     |     |     |     |     |     |     |     |     |     |     |     |     |     |     |        |         |  |
|      |         |                      |       |    |                   | ARG | BRA | RSA | USW | BEL | MON | FRA | GBR | GER | AUT | NED | ITA | CAN | USA |     |        |         |  |
| 1980 | JS11/15 | Ford Cosworth DFV V8 | G     | 25 | Didier Pironi     | Ret | 4   | 3   | 6   | 1   | Ret | 2   | Ret | Ret | Ret | Ret | 6   | 3   | 3   |     | 66     | 2°      |  |
| 1980 | JS11/15 | Ford Cosworth DFV V8 | G     | 26 | Jacques Laffite   | Ret | Ret | 2   | Ret | 11  | 2   | 3   | Ret | 1   | 4   | 3   | 9   | 8   | 5   |     | 66     | 2°      |  |